# 第23號鋼琴協奏曲 (莫扎特)
A大調第23號鋼琴協奏曲，目錄第488號，是沃爾夫岡·阿瑪迪斯·莫扎特創作的鋼琴和管弦樂器協奏曲。它完成於1786年3月2日，正好是在他的歌劇《費加羅的婚禮》首演前兩個月，那年春天舉辦了三場音樂會，這是其中一場。據説是由莫扎特親自指揮演奏。
演奏這首協奏曲的樂器由鋼琴、一隻長笛、兩隻單簧管、兩隻巴松管、兩隻圓號和其他弦樂樂器所組成。

## 樂章
這首協奏曲分爲三個樂章，演奏時間大約24分鐘。

### 第一樂章
快板。它采用了A大調奏鳴曲形式。開端是由管弦樂開始，之後以鋼琴獨奏的形式加入其中。這是典型的古典樂派的奏鳴曲形式，鋼琴將樂隊所展現的主題以明快的方式反復，在展開部不是采用提示部的主題曲，而是加入了新的主題。

### 第二樂章
慢板。樂章采用三段體，鋼琴以西西里舞曲節奏的單獨主題開始，其特點是跳躍性非常大，這是莫扎特唯一用降B小調演奏的樂章。整個樂章的大部分時間裏，動態都很柔和。該樂章包含了一個由長笛和單簧管演奏的A大調明亮音節，它被莫扎特用在後來1787年創作的歌劇《唐·喬望尼》。

### 第三樂章
非常快的快板。這首樂章以奏鳴曲和回旋曲形式所體現。中間部分從F小調開始，後來被單簧管B大調所打斷，根據英國音樂學家庫斯伯特·格德爾斯通介紹，這種音調轉換是因爲當時演奏樂器受到輕歌劇的啓發。在這段樂章的特點是回旋曲四次反復展現，副主題經常使用，由鋼琴以輕快的節奏開始，第一小提琴不斷重複，之後有一段以管弦樂器所表現的部分，這其中單簧管和巴松管尤爲突出。

## 外部鏈接
- 莫扎特第23號鋼琴協奏曲：国际乐谱典藏计划上的乐谱
- 瑪麗亞·尤金娜演奏“A大調第23鋼琴協奏曲K.488”錄音唱片（1944年） （页面存档备份，存于）
- 維也納愛樂樂團、指揮：卡爾·貝姆、鋼琴演奏：毛里齊奧·波利尼（1979年） （页面存档备份，存于）